# Ca Gomà del Pati
Ca Gomà del Pati és un edifici d'habitatges de la plaça del Pati de Valls (Alt Camp) protegit com a Bé Cultural d'Interès Local.

## Descripció
Edifici entre mitgeres amb baixos comercials i cinc plantes més.
En cadascuna de les plantes hi ha tres obertures, a la planta baixa central correspon a la porta d'entrada i als dos laterals hi ha locals comercials, tots tenen els arcs amb motllura rebaixats, Les portes balconeres dels pisos segon, tercer i quart responen a un mateix disseny: muntants i llindes -lleugerament corbes- amb peces de pedra motllurades;a més, totes aquestes obertures tenen les portes amb llibrets de fusta. A la tercera planta el balcó és corregut i descansa en sis mèdules; els altres sis balcons de les plantes superiors també disposen d'un parell de mènsules. El ferro de la barana és convencional. A la cinquena planta hi ha tres finestres de gran obertura amb arcs rebaixats. La construcció queda rematada per una àmplia cornisa volada que es recolza en quinze mènsules.
La distància entre els forjats de cadascuna de les plantes no és la mateixa; ja en tota la façana hi ha uns rectangles arrebossats; 9, 12, i 10 rengles d'aquests rectangles. Entre la quarta i cinquena planta també hi ha una cornisa amb sanefa i 8 mènsules.
Tot el conjunt arquitectònic al podem considerar noucentista.